# Wierzchowo (Człuchów)
Wierzchowo (deutsch Firchau, Kreis Schlochau; kaschubisch Wierzchòwò) ist ein Dorf in der polnischen Woiwodschaft Pommern und gehört zur Gmina Człuchów (Schlochau) im Powiat Człuchowski (Kreis Schlochau).

## Geographische Lage
Wierzchowo liegt im Südwesten der Woiwodschaft Pommern an der Landesstraße 25 von Bobolice (Bublitz) über Bydgoszcz (Bromberg) nach Oleśnica (Oels) in Schlesien. Über eine Nebenstraße ist der Ort mit Mosiny (Mossin) verbunden und findet hier Anschluss an die Woiwodschaftsstraße 188 von Człuchów über Debrzno (Preußisch Friedland) nach Lipka (Linde), das bereits in der Woiwodschaft Großpolen liegt.
Der Bahnhof Firchau war zwischen 1920 und 1939 deutscher Grenzbahnhof zum Polnischen Korridor. Er  liegt mit dem heutigen Namen Wierzchowo Człuchowskie an der Strecke von Kostrzyn nad Odrą (Küstrin) nach Tczew (Dirschau), die als Preußische Ostbahn einst als Verbindung von Berlin nach Königsberg (Preußen) Geschichte schrieb. Der Bahnhof liegt außerhalb des Ortes, die Häuser in seiner Umgebung bilden den Ortsteil Wierzchowo-Dworzec.
Die östliche Ortsgrenze ist heute zugleich die Grenze zum Powiat Sępoleński (Kreis Zempelburg) in der Woiwodschaft Kujawien-Pommern.
Nachbarorte von Wierzchowo sind: Jęczniki Wielki (Groß Jenznick) im Nordosten, Dębnica (Damnitz) im Nordwesten, Płonica Wierzchowo (Platendienst) im Südwesten und Bukowo (Buchholz) im Südosten.

## Ortsname
Wierzchowo kommt in Polen als Ortsname öfter vor, ebenso als der Name von einem See. Die deutsche Ortsbezeichnung Firchau findet sich nur hier.

## Geschichte
Bei Firchau handelt es sich um einen sehr alten Siedlungsplatz. So konnte man ein spätbronzezeitliches Urnenfeld von 200 mal 150 Metern ausgraben.
1323 hatte der Komtur Dietrich von Lichtenau die Absicht, Firchau zu besiedeln, gab sie aber zu Gunsten von Mankau (heute polnisch: Mąkowo) auf. Heinrich von Grobitz endlich stellte 1372 eine Handfest für Firchau aus.
Firchau – ein kleines Angerdorf – gehörte vor 1945 zum Landkreis Schlochau im Regierungsbezirk Grenzmark Posen-Westpreußen in der preußischen Provinz Pommern. 1939 zählte der Ort 618 Einwohner in 145 Haushaltungen. Die Ortsfläche betrug damals 1466 Hektar.
Heute gehört Wierzchowo zum Powiat Człuchowski in der Woiwodschaft Pommern (bis 1998 Woiwodschaft Stolp). Von 1945 bis 1954 war das Dorf Sitz einer selbständigen Gmina Wierzchowo. Hier leben jetzt 331 Einwohner.

### Ortsgliederung bis 1945
Zur Gemeinde Firchau gehörten bis 1945 die Wohnplätze Bruchmühle, Bahnhof Firchau (Wierzchowo-Dworzec) und Mankau (Mąkowo).

## Kirche

### Katholisch
Der überwiegende Teil der Bevölkerung von Wierzchowo ist katholisch und war es bereits vor 1945 in Firchau. 1546 war die ehemalige St.-Marien-Kirche gebaut worden, die allerdings 1928 abgerissen wurde, um 1930 einem Neubau Platz zu machen.
Heute ist Wierzchowo eine Pfarrgemeinde im Dekanat Człuchów (Schlochau) im Bistum Pelplin der Katholischen Kirche in Polen. Die Kirche trägt den Namen Kościół MB Szkaplerznej.

### Evangelisch
Die evangelischen Einwohner verfügten vor 1945 über ein kleines Gotteshaus im Ortsteil Bahnhof Firchau. Das Dorf gehörte damals zur Pfarrkirche in Grunau (heute polnisch: Stare Gronowo), der auch die Orte Battrow (Batorowo) und Marienfelde (Myśligoszcz) zugehörten. Das Kirchspiel war in den Kirchenkreis Flatow (Złotów) der Kirche der Altpreußischen Union integriert. Letzter deutscher Geistlicher vor 1945 war Pfarrer Theodor Haacke.
Heute sind die zahlenmäßig wenigen evangelischen Kirchenglieder von Wierzchowo in die Pfarrgemeinde Piła (Schneidemühl) in der Diözese Pommern-Großpolen der Evangelisch-Augsburgischen Kirche in Polen eingegliedert.